# Trzynik
Trzynik (niem. Trienke) – osada w północno-zachodniej Polsce, położona w województwie zachodniopomorskim, w powiecie kołobrzeskim, w gminie Siemyśl. Wieś jest siedzibą sołectwa Trzynik, w skład którego wchodzą również miejscowość Wszemierzyce.
Według danych z 31 grudnia 2013 r. Trzynik miał 432 mieszkańców.

## Położenie
Miejscowość leży na Równinie Gryfickiej ok. 23 km na południe od Kołobrzegu i ok. 4 km na południe od Siemyśla przy drodze powiatowej Gościno – Gorawino. Ok. 1,5 km na zachód od wsi przepływa Dębosznica. Ok. 1 km na południe znajduje się jezioro Trzynik. Ok. 2 km na wschód od wsi znajduje się jezioro Kamienica.

## Historia
Po raz pierwszy miejscowość wzmiankowana w 1294 r. jako Trinike. Początkowo był to folwark majątku Drozdowo należący do rodziny Manteuffel. Usamodzielnienie się folwarku nastąpiło w 1572 r. Wkrótce potem wieś zostaje podzielona na działy własności. Po pokoju westfalskim i podziale księstwa pomorskiego wieś wchodziła w skład Brandenburgii, potem Prus i Niemiec. Manteuffelowie stopniowo tracą te części na rzecz następnych właścicieli (jeden z Manteuffelów - Tessen Erdman zastawił ją u kupca kołobrzeskiego Daniela Kakopa, który w 1750 r. podarował te ziemie landratowi Salomonowi Mayer; inny - Henning przekazał swoją część w 1785 r. rodzinie Briesen; zaś Wilke Henning Magnus sprzedał swoje ziemie w 1705 r. Antonowi von Ivatzhof). Później Trzynik kilkakrotnie zmieniał swoich właścicieli - ostatecznie majątek przejęła w XIX w. rodzina von Gerlach, która była właścicielem wsi aż do 1945 r. Według danych z 1910 r. Trzynik liczył 314 mieszkańców. Należał do gminy (Gemeinde - odpowiednik polskiego sołectwa) Siemyśl oraz do parafii ewangelickiej w Drozdowie. Po 1945 r. w granicach Polski. W latach 1950–1998 miejscowość administracyjnie należała do województwa koszalińskiego.

## Zabytki
- Kościół filialny pw. św. Kazimierza z 1. połowy XIX wieku, neogotycki, zbudowany na planie ośmiokąta z wydzielonym prezbiterium zamkniętym trójbocznie[10], odbudowany po pożarze z 21.01.1996 r.[11] Dawniej świątynia była kaplicą pałacową.
- Majątek dworski, w skład którego wchodzą:
  - Pałac z końca XIX w., ceglany, przebudowany na początku XX wieku[5].
  - Park pałacowy z początku XX w.[12], gdzie jeden klon srebrzysty o obwodzie 340 cm jest pomnikiem przyrody[13].
  - Szachulcowa wozownia z 1910 roku, odrestaurowana[5].
  - Murowany budynek gorzelni folwarcznej z 1881 roku[5].
- Nieczynny cmentarz ewangelicki (przy drodze do Drozdowa, gdzie znajdują się uznane za pomniki przyrody m.in. lipy drobnolistne i dęby szypułkowe[14][15].

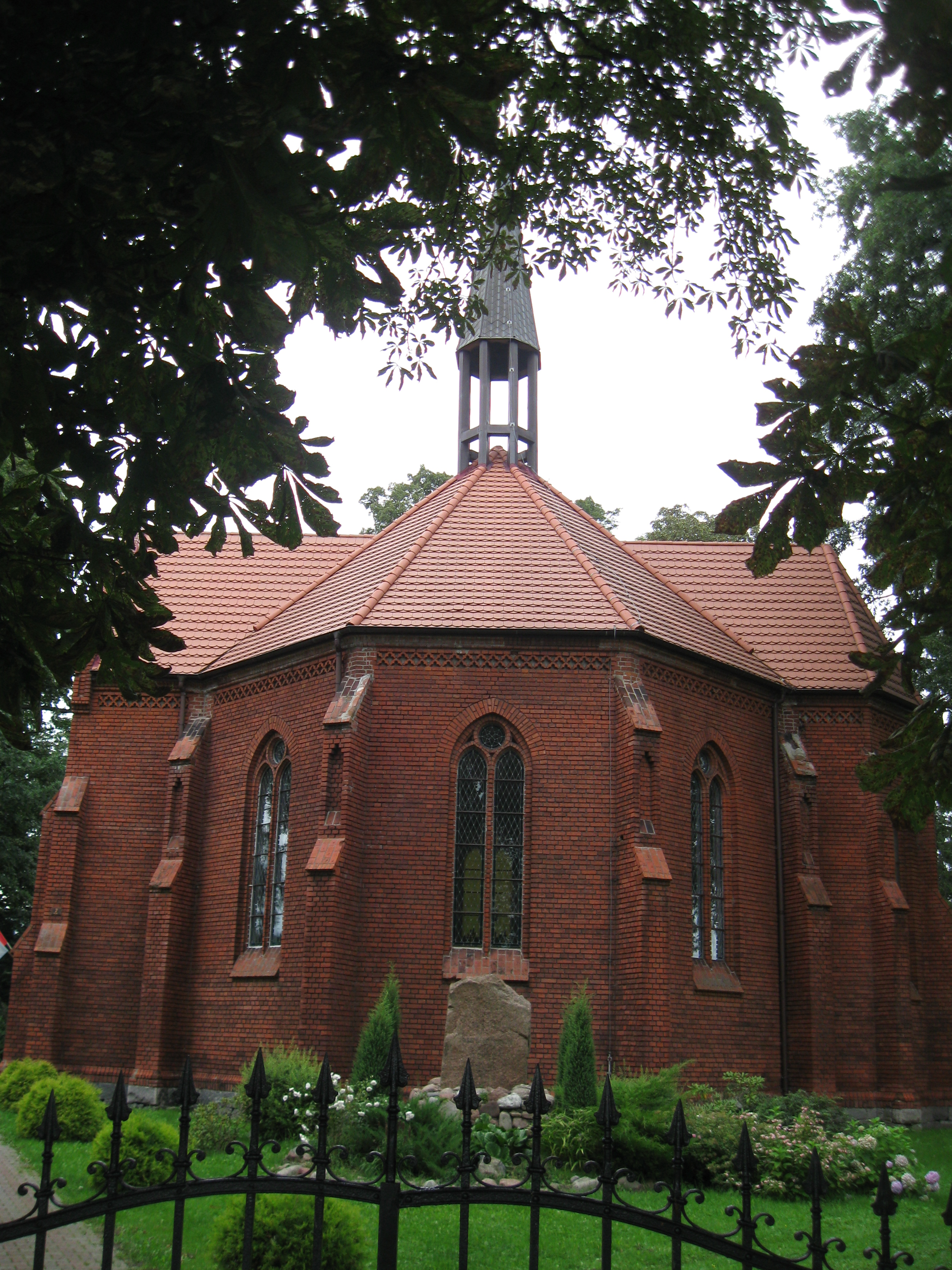
Kościół filialny pw. św. Kazimierza w Trzyniku

## Kultura
W Trzyniku znajduje się filia nr 2 Gminnej Biblioteki Publicznej w Siemyślu.

## Wspólnoty religijne
Trzynik wchodzi w skład parafii rzymskokatolickiej pw. św. Stanisława Kostki w Siemyślu, zaś kościół pw. św. Kazimierza jest filią kościoła parafialnego w Siemyślu.

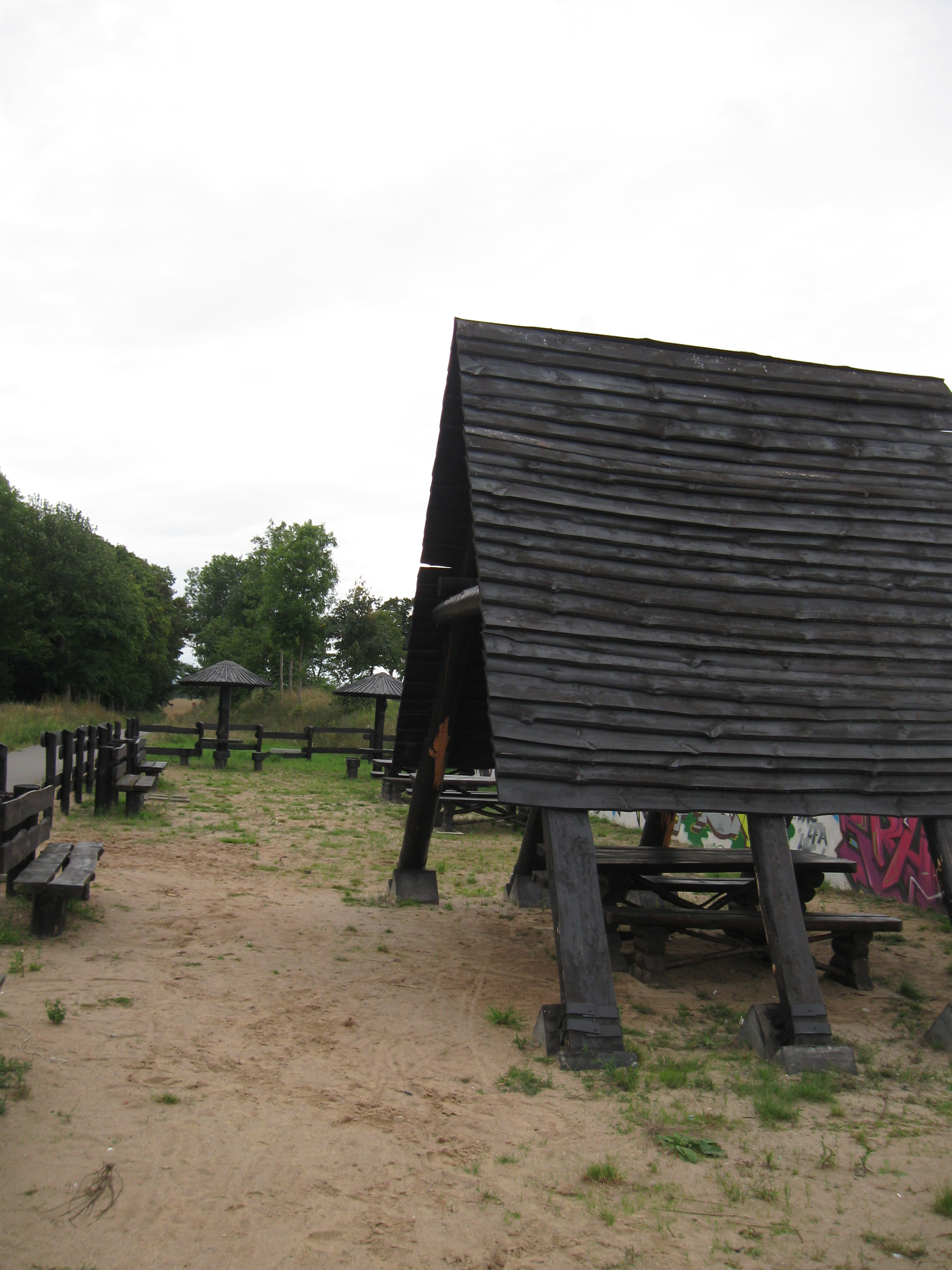
Przystanek ścieżki rowerowej Gościno - jez. Popiel w Trzyniku

## Transport
We wsi znajduje się 1 przystanek autobusowy, który obsługuje połączenia do Siemyśla i Kołobrzegu.

### Historia kolei wąskotorowej
W 1895 r. doprowadzono do Trzynika linię kolejki wąskotorowej. W ramach Kołobrzeskiej Kolei Wąskotorowej pociągi kursowały do Gościna, Kołobrzegu, Gryfic i Rymania - w 1938 r. nawet 5 razy dziennie. W 1961 r. przestały kursować pociągi pasażerskie i towarowe do Kołobrzegu, a w 1962 r. ustały kursy pociągów pasażerskich do Gryfic i do Gościna. Do 1995 r. normalnie kursowały pociągi towarowe. Po 1995 r. pociągi przestały jeździć, a w końcu linię rozebrano. Do dziś nie zachował się budynek stacji.

## Turystyka
Obecnie, w miejscu dawnego podkładu kolejowego, znajduje się ścieżka rowerowa ("Szlakiem po nasypie kolejki wąskotorowej") z Gościna nad jezioro Popiel (Studnica), biegnąca wzdłuż północnego skraju wsi, zaś obok miejscowości znajduje się postój rowerów.